# Chastain Peak
Der Chastain Peak ist ein 2255 m hoher Berg im westantarktischen Marie-Byrd-Land. Er ragt im Zentrum des Moulton Escarpment am Westrand der Thiel Mountains auf.
Der United States Geological Survey kartierte ihn während einer von 1960 bis 1961 dauernden Expedition zu den Thiel Mountains. Das Advisory Committee on Antarctic Names benannte ihn 1962 nach dem Flugzeugmechaniker William W. Chastain von der United States Navy, der gemeinsam mit vier weiteren Flugteilnehmern beim Absturz einer P2V-2N Neptune während des Starts von der Wilkes-Station am 9. November 1961 ums Leben kam.